# Straduń
Straduń (prononciation : [ˈstraduɲ], en allemand : Straduhn) est un  village polonais de la gmina de Trzcianka dans le powiat de Czarnków-Trzcianka de la voïvodie de Grande-Pologne dans le centre-ouest de la Pologne.
Il se situe à environ 6 kilomètres à l'ouest de Trzcianka (siège de la gmina), à 21 kilomètres au nord-ouest de Czarnków (siège du powiat), et à 81 kilomètres au nord de Poznań (chef-lieu de la voïvodie de Grande-Pologne).

## Histoire
De 1975 à 1998, le village faisait partie du territoire de la voïvodie de Piła.

Depuis 1999, Straduń est situé dans la voïvodie de Grande-Pologne.
Le village possède une population de 200 habitants en 2006.